# Gero Bisanz
Gero Bisanz est un entraîneur allemand de football, né le 3 novembre 1935 et mort le 17 octobre 2014.
Il a été durant 14 ans, de 1982 à 1996, entraîneur de l'équipe d'Allemagne féminine, avec laquelle il a remporté trois Championnats d'Europe (1989, 1991 et 1995) et a été finaliste de la Coupe du monde 1995. Tina Theune-Meyer, son assistante de 1986 à 1996, lui a succédé au poste d'entraîneur.

## Carrière de joueur
- 1956-1960 : FC Cologne  Allemagne
- 1960-1969 : Viktoria Cologne  Allemagne

## Carrière d'entraîneur
- 1981-1982 : Équipe d'Allemagne masculine (équipe B)
- 1982-1996 : Équipe d'Allemagne féminine

## Palmarès d'entraîneur
- Finaliste de la Coupe du monde 1995 avec l'Allemagne
- Vainqueur du Championnat d'Europe 1989 avec l'Allemagne
- Vainqueur du Championnat d'Europe 1991 avec l'Allemagne
- Vainqueur du Championnat d'Europe 1995 avec l'Allemagne